# Падение Икара
«Падение Икара» — одна из самых известных картин нидерландского художника Питера Брейгеля Старшего. Это единственная картина, написанная Брейгелем на мифологический сюжет. Принадлежность картины кисти Брейгеля оспаривается специалистами — скорее всего, речь идёт о более поздней копии с утраченного оригинала.

## Сюжет
Сюжет картины заимствован из греческой мифологии. Минос, царь острова Крит, держал в плену талантливого изобретателя Дедала и его сына Икара. Чтобы покинуть остров, Дедал решил сделать для себя и для сына крылья и перелететь через море. Перед полётом он предупредил сына, чтобы тот не поднимался слишком высоко: перья, из которых Дедал смастерил крылья, были скреплены воском и солнечный жар мог растопить его. Однако Икар ослушался отца и взлетел к самому солнцу. Воск растаял; Икар упал в море и утонул.
Миф об Икаре подробно излагается в «Метаморфозах» Овидия, и Брейгель, несомненно, был знаком с этим источником. Вот как у Овидия говорится о полете Дедала и Икара:
Каждый, увидевший их, рыбак ли с дрожащей удою,

Или с дубиной пастух, иль пахарь, на плуг приналегший, –

Все столбенели и их, проносящихся вольно по небу,

За неземных принимали богов. 
(пер. С. Шервинского)
Рыбак, пастух и пахарь — именно эти персонажи присутствуют на картине Брейгеля, хотя сцена в целом интерпретируется художником в совершенно ином ключе (см. Описание).

## Описание
Композиция картины весьма оригинальна: на первом плане изображены второстепенные фигуры (в частности, пахарь, идущий за плугом), в то время как главный персонаж — Икар — даже не сразу бросается в глаза. Лишь внимательно вглядевшись, можно заметить торчащие из воды ноги и несколько кружащихся над поверхностью моря перьев. Отсутствует на картине и Дедал: лишь пристальный взгляд пастуха, устремлённый в небо, позволяет предположить, в каком направлении он скрылся. Падение Икара проходит незамеченным: ни пастух, смотрящий ввысь, ни пахарь, опустивший глаза к земле, ни рыбак, слишком сосредоточенный на своей удочке, не видят его. Мимо проходит корабль, но лица матросов обращены в противоположную сторону; впрочем, если кто-то из них и заметил тонущего, то едва ли огромный корабль замедлит свой ход ради его спасения.

Однако есть на картине одно малозаметное существо, которому судьба Икара должна быть небезразлична. Это существо — серая куропатка, сидящая на ветке на краю утеса. И в этой детали Брейгель следует мифу в изложении Овидия: в «Метаморфозах» говорится, что отец Икара Дедал был вынужден бежать на Крит после того, как убил своего юного племянника Пердикса. Пердикс был учеником Дедала и обнаружил столь блестящие способности, что Дедал стал опасаться соперничества с его стороны. Он столкнул Пердикса с Афинского акрополя, но Афина сжалилась над мальчиком и превратила его в куропатку (лат. perdix). Так что у маленькой куропатки есть все основания злорадствовать, наблюдая, как гибнет сын её обидчика: для неё гибель Икара — не трагическая случайность, а справедливое возмездие, настигшее Дедала.
Несмотря на столь пристальное внимание к мельчайшим подробностям сюжета, картина Брейгеля — не только иллюстрация античного мифа, но также и великолепный пейзаж. Брейгель продолжает здесь живописные традиции первого пейзажиста Нидерландов — Иоахима Патинира. В пейзажах этого художника люди нередко изображались маленькими, еле заметными, а основную роль в композиции играл ландшафт. Влияние Патинира прослеживается и в цветовом решении картины: так, для его пейзажей характерно изображение переднего плана в коричневых тонах, среднего — в зелёных, дальнего — в голубых.
Особое место в композиции картины занимает солнце. Бледное, полупрозрачное, садящееся за горизонт, оно, тем не менее, приковывает к себе взгляд. И это не случайно: ведь солнце — полноправный «герой» картины: именно его лучи стали причиной гибели Икара. Весь пейзаж предстаёт перед нами в его призрачном свете, а композиция выстраивается вокруг трёх ключевых точек: фигуры крестьянина на переднем плане, тонущего Икара и солнечного диска на горизонте. Вместе с тем, специалисты отмечают, что золотистые отблески солнца на воде, придающие пейзажу особое очарование — всего лишь эффект старения лака. Изначально картина имела более холодный колорит. Не случайно также Брейгель выбрал высокую точку зрения, при этом подчеркнув, как он это делал в своих знаменитых «альпийских пейзажах», сферичность горизонта и всего пространства, придав ему «космическое значение». Брейгель-философ и в этом случае неотделим от Брейгеля-живописца.

## Толкования
Смысл, который Брейгель вкладывал в своё произведение, оставляет широкое пространство для интерпретаций. Чаще всего картину считают воплощением нидерландской пословицы «Geen ploeg staat stil om een stervend mens» («Ни один плуг не остановится, когда кто-то умирает»). Жизнь сурова, и гибель одного человека не может даже на миг прервать её течения. Долгое время аргументом в пользу именно такого понимания картины считалась одна малозаметная деталь: бледное пятнышко в левой части холста, выделяющееся на темном фоне кустов. Многие исследователи толковали этот элемент как лицо спящего или умершего человека и видели в нём дополнительную иллюстрацию основной идеи картины. Однако исследование в инфракрасном излучении показало, что речь идёт о совсем другой части тела, принадлежащей человеку, присевшему на корточки и справляющему нужду. Эта деталь вполне в духе эпохи; она присутствует и на других картинах Брейгеля («Сорока на виселице», «Детские игры»).

По иной версии, художник осуждает гордыню Икара, противопоставляя его безрассудному порыву скромный повседневный труд простого пахаря. Не случайно фигура пахаря является и композиционным центром, и самым ярким цветовым пятном на картине. Кроме того, в глаза бросаются ноги пахаря в тяжелых башмаках: они представляют собой своеобразную антитезу ногам Икара, беспомощно болтающимся в воздухе. Пахарь твердо стоит на земле, а мечтатели, витающие в облаках, подобно Икару, рано или поздно будут оттуда низвергнуты.

Есть и прямо противоположное понимание картины: она повествует о гибели одного из самых смелых, дерзких и прекрасных героев человечества. Полёт Икара символизирует полёт человеческой мысли и фантазии; стремление человека к новым открытиям, достижениям, завоеваниям. В этом случае картину можно интерпретировать как поражение возвышенного в борьбе с обыденностью, которой нет никакого дела до тех, кто стремится к свету.

## Авторство

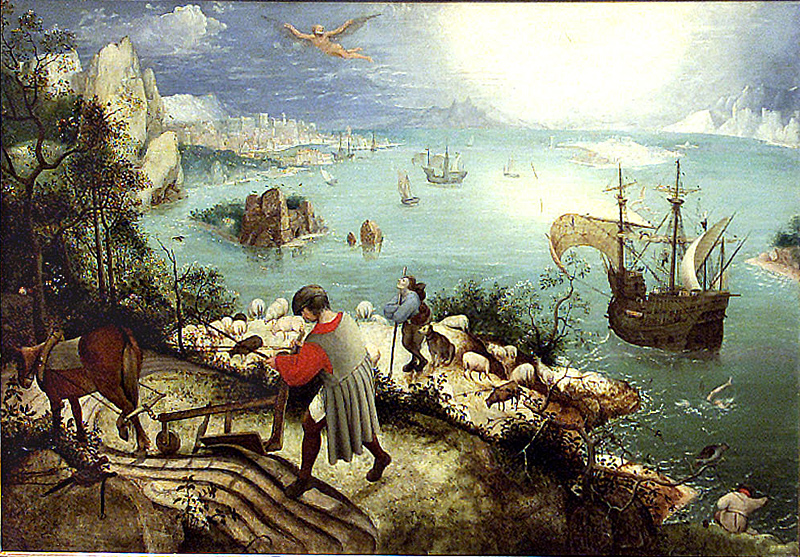
«Падение Икара», ок.1587. Из собрания музея Ван Бюрен

Известны две версии знаменитой картины: одна из них находится в собрании Королевского музея изящных искусств в Брюсселе, другая — в собрании музея Ван Бюрен (Брюссель, Бельгия). Между двумя картинами есть существенные расхождения, но всемирную известность получило полотно из собрания Королевского музея и везде, где специально не оговаривается иное, речь идет именно о нём.

Среди искусствоведов нет единого мнения о том, принадлежит ли этот вариант «Падения Икара» кисти самого Питера Брейгеля Старшего. Сторонники подлинности картины склоняются к тому, что картина была написана самим Брейгелем на деревянной основе и впоследствии перенесена на холст. Однако большинство экспертов сходятся на том, что знаменитая картина является копией неизвестного происхождения с оригинала, задуманного и выполненного Питером Брейгелем. В пользу этого мнения говорят, в частности, результаты исследования, проведённого в 2011 году бельгийскими исследователями Доминик Аллар и Кристиной Кюрри. Проведённая ими инфракрасная рефлектография показала, что под слоем живописи находится рисунок, служивший, несомненно, вспомогательным этапом в копировании оригинала. Техника рисунка не имеет ничего общего с техникой самого Брейгеля; более того, рисунок выполнен столь неумело, что это позволяет отмести версии об авторстве Питера Брейгеля Младшего (который создал немало копий полотен отца) или одного из учеников Брейгеля Старшего. Доминик Аллар и Кристина Кюрри приводят и другие аргументы в пользу своей версии и завершают своё исследование следующими словами:
Картина в очень плохом состоянии: полотно местами прорвано, утрачены фрагменты красочного слоя, присутствуют позднейшие записи. Но, парадоксальным образом, все превратности судьбы, выпавшие на её долю, в итоге обернулись в её же пользу. Необычный вид картины, странности в трактовке сюжета и густой слой золотистого лака, скрывающий дефекты и придающий картине налёт таинственности — всё это оказывает сильное воздействие на современного зрителя. Поэтому те, кто живо чувствует обаяние этой картины и искренне восхищается ей, не должны разочаровываться в ней только потому, что она не принадлежит кисти Брейгеля.
Под «странностями в трактовке» сюжета здесь понимается отсутствие фигуры Дедала на полотне и изображение солнца садящимся в море, в то время как небосвод явно залит сиянием солнца, стоящего в зените. На картине из музея Ван Бюрен эти противоречия отсутствуют: Дедал изображён там парящим в небе, а солнце стоит там, где ему положено стоять. Не исключено, что именно это изображение ближе к оригинальному замыслу Брейгеля, хотя некоторые искусствоведы убеждены в противоположном: композиция картины из музея Ван Бюрен достаточно банальна и традиционна, тогда как эффектную и парадоксальную композицию полотна из Королевского музея мог создать только гений.

Как бы то ни было, оригиналом картина из музея Ван Бюрен также не является. Рефлектография показала, что и здесь под слоем живописи присутствует «черновой» рисунок, однозначно не принадлежащий руке самого Брейгеля.Он не принадлежит также и автору копии, находящейся в Королевском музее. Вероятно, обе картины были созданы где-то во второй половине XVI века, но установить достоверно их авторство не представляется возможным.

## Влияние на другие произведения искусства
Созданная по мотивам литературного произведения, картина Брейгеля сама стала источником вдохновения для ряда прозаиков и поэтов. Уистен Хью Оден посвятил ей одно из самых известных своих стихотворений, «Musée des Beaux Arts», Уильям Карлос Уильямс написал стихотворение «Landscape with the Fall of Icarus», Готфрид Бенн в стихотворении «Ikarus» создал своеобразный «модернистский экфрасис».
Наталья Горбаневская создала поэтическое описание картины Брейгеля в цикле восьмистиший «Падение Икара».
Образ упавшего Икара с картины Брейгеля регулярно используется в произведениях художественной группы «Митьки».